# Thüringse staten

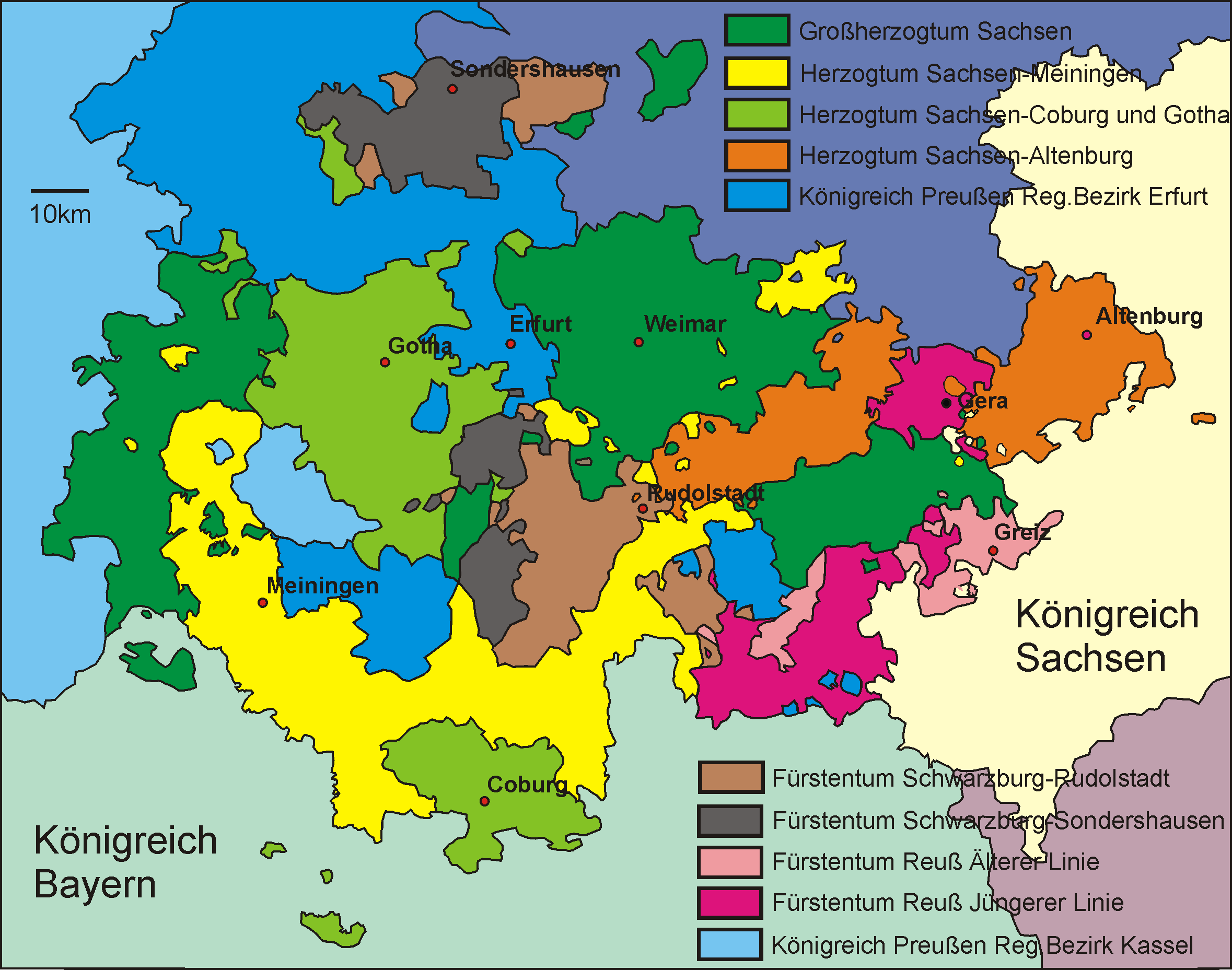
De Thüringse staten 1826-1918.
Het totale inwonertal bedroeg in 1885 1.213.063 en in 1910 1.585.356. De bevolking was in overgrote meerderheid protestants.

De Thüringse staten zijn de wirwar van staatjes die zich tot 1920 in Thüringen bevonden.

## Geografie

### Territorium
Het territorium van de Thüringse staten besloeg 12.325 km² en omvatte deels meer, deels minder grondgebied dan de eigenlijke historische regio Thüringen. In deze regio lag het grootste deel van Saksen-Weimar-Eisenach, Saksen-Gotha, de Oberherrschaft (het zuidelijke deel) van Schwarzburg-Rudolstadt en Schwarzburg-Sondershausen, delen van Saksen-Meiningen, Saksen-Altenburg en de territoria van het huis Reuss. Wel tot het historische Thüringen maar niet tot de Thüringse staten behoorden enige exclaves van Pruisen die tot de Regierungsbezirke Erfurt en Merseburg behoorden.
De staten grensden na 1866 in het noorden aan de Pruisische provincie Saksen, in het oosten aan het koninkrijk Saksen, in het zuiden aan het koninkrijk Beieren en in het westen aan de Pruisische provincie Hessen-Nassau.

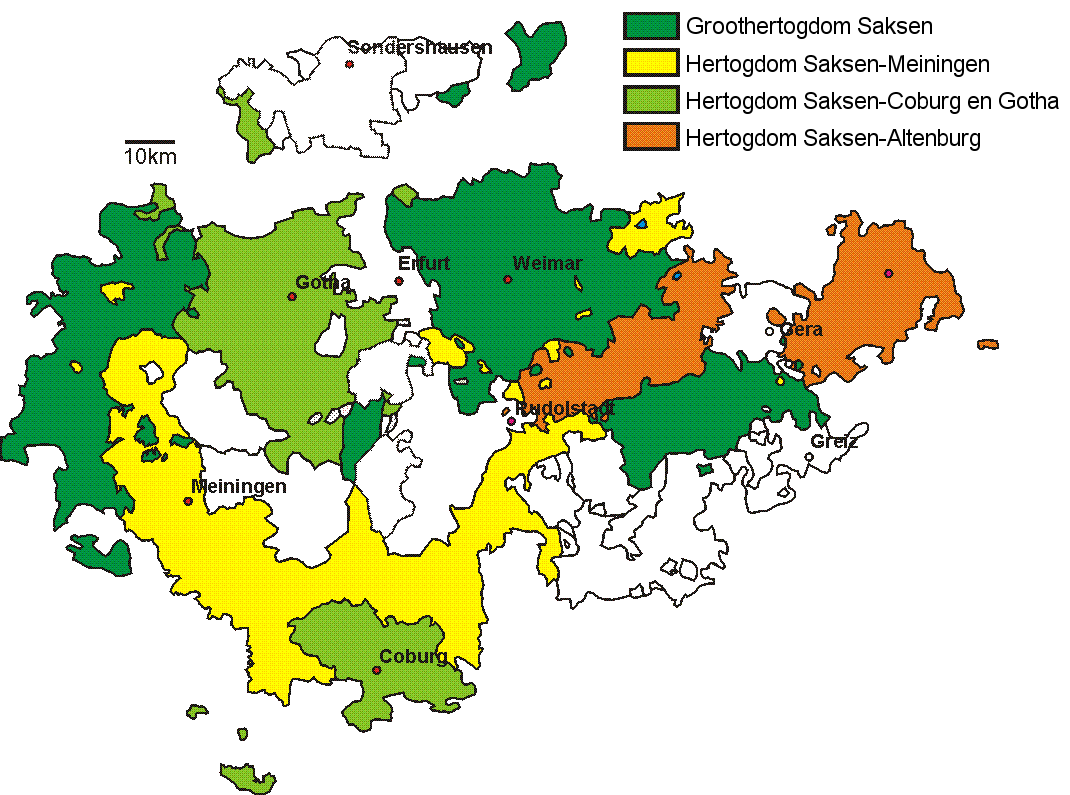
De Ernestijnse hertogdommen 1826-1918

### Opdeling
In Thüringen leefde de oude Duitse Kleinstaaterei nog tot in de 20e eeuw voort. Deze sterke versnippering, die de regio tot politieke onbeduidendheid veroordeelde, werd nog bevorderd door het feit dat de staten geen aaneengesloten grondgebied hadden, maar elk uit verschillende niet aangrenzende delen bestonden. In dynastiek opzicht was het gebied in drieën te verdelen: het werd gedomineerd door de zogenaamde Ernestijnse hertogdommen van het Huis Wettin, in het oosten lag het land van de Reussen, in het midden en noorden dat van de Schwarzburgers.

## Geschiedenis

### Ontwikkeling in de eerste helft van de 19e eeuw
Hoewel veel kleine Duitse staten door de Reichsdeputationshauptschluss in 1803 werden opgeheven, bleef in Thüringen de sterke versnippering bestaan. Na het Congres van Wenen (1815) bestonden er in het Thüringse gebied de volgende staten: het groothertogdom Saksen-Weimar-Eisenach, de hertogdommen Saksen-Coburg-Saalfeld, Saksen-Gotha-Altenburg, Saksen-Hildburghausen, Saksen-Meiningen en de vorstendommen Reuss-Ebersdorf, Reuss-Greiz, Reuss-Lobenstein, Reuss-Schleiz, Vorstendom Schwarzburg-Rudolstadt en Schwarzburg-Sondershausen.
Na herindeling van de Ernestijnse hertogdommen in verband met het uitsterven van de linie Saksen-Gotha-Altenburg (1826) en samengaan van Reuss-Schleiz, -Lobenstein en -Ebersdorf (1824 en 1848) resteerden acht staten, een situatie die tot 1918 zou blijven bestaan. Daarnaast bevonden zich in Thüringen verschillende exclaves van Pruisen en tot 1866 een exclave van Hessen-Kassel, die na de annexatie van deze staat in de Pruisisch-Oostenrijkse Oorlog eveneens Pruisisch werd.
1. Groothertogdom Saksen-Weimar-Eisenach (van 1903 tot 1918 formeel Groothertogdom Saksen geheten)
2. Hertogdom Saksen-Altenburg
3. Dubbelhertogdom Saksen-Coburg en Gotha (tot 1918 Saksen-Coburg en Saksen-Gotha in personele unie)
4. Hertogdom Saksen-Meiningen
5. Vorstendom Reuss jongere linie (in 1918 met de oudere linie verenigd tot de Volksstaat Reuss)
6. Vorstendom Reuss oudere linie (in 1918 met de jongere linie verenigd tot de Volksstaat Reuss)
7. Vorstendom Schwarzburg-Rudolstadt (van 1909 tot 1918 in personele unie met Sondershausen)
8. Vorstendom Schwarzburg-Sondershausen (van 1909 tot 1918 in personele unie met Rudolstadt)

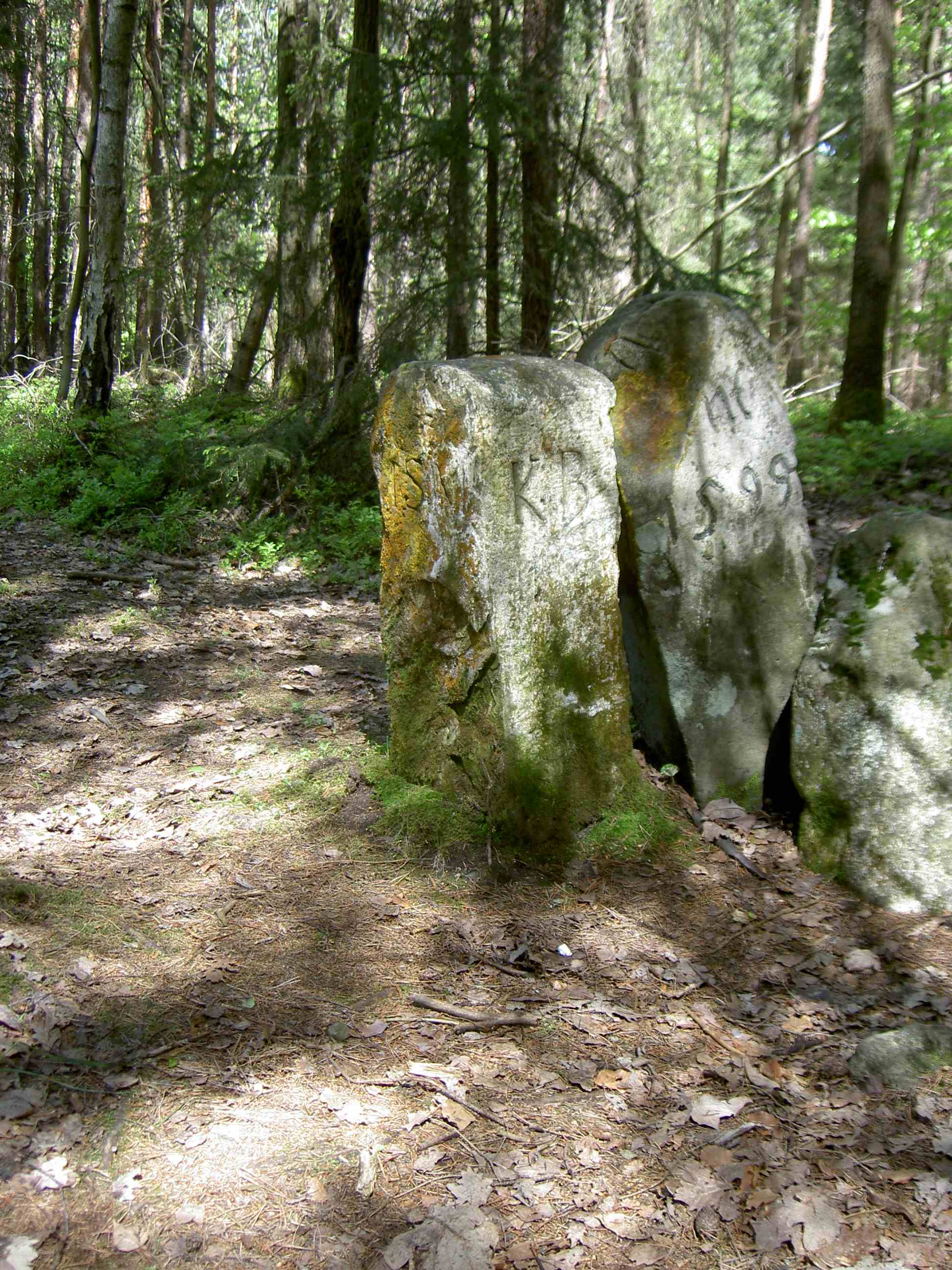
Grenssteen: de Dreiherrenstein bij het voormalige drielandenpunt bij Weitramsdorf (Koninkrijk Beieren - Hertogdom Saksen-Meiningen - Hertogdom Saksen-Coburg)

### Deelname aan statenbonden
De Thüringse staten waren van 1806/1807 tot 1813 lid van de Rijnbond en van 1815 tot 1866 van de Duitse Bond. In de Pruisisch-Oostenrijkse Oorlog (1866) schaarden Saksen-Altenburg, Saksen-Coburg en Gotha en Schwarzburg-Sondershausen zich aan de zijde van Pruisen, terwijl Saksen-Meiningen en Reuss o.l. Oostenrijk steunden. De overige staten bleven aanvankelijk neutraal, maar sloten zich na de Slag bij Königgrätz bij Pruisen aan.
De anti-Pruisische houding had in Meiningen het aftreden van hertog George II tot gevolg, terwijl Reuss o.l. een enorme schadeloosstelling moest betalen (Pruisen had het vorstendom aanvankelijk willen annexeren).
Alle Thüringse staten traden in 1866 in meer of mindere mate van vrijwilligheid toe tot de Noord-Duitse Bond en in 1871 tot het Duitse Keizerrijk.
Wat betreft economische unies waren de staten van 1828 tot 1831 lid van de Mitteldeutscher Handelsverein en daarna tot 1834 van de Zoll- und Handelsverein der Thüringischen Staaten. Met de toetreding tot de Norddeutscher Zollverein in dat jaar kwam de algemene Duitse Zollverein tot stand.

De Thüringse staten in het Duitse Keizerrijk (interne grenzen niet aangegeven)

De Vrijstaat Thüringen 1920-1945

### In het Duitse Keizerrijk
In het Keizerrijk vormden de staten met elk één stem in de Bondsraad een potentieel aanzienlijk machtsblok. Ze waren het onderling echter zelden eens. Tot 1903 lieten Saksen-Altenburg, Reuss j.l. en de beide Schwarzburgs zich in de Bondsraad door Saksen-Weimar-Eisenach vertegenwoordigen. Saksen-Coburg en Gotha (dat als dubbelstaat desondanks maar één stem had) had zijn eigen gevolmachtigde. Saksen-Meiningen liet zich door Beieren vertegenwoordigen, Reuss o.l. door Mecklenburg-Schwerin.
Hoewel de Thüringse staten nauw met elkaar vervlochten waren, hadden ze nauwelijks gemeenschappelijke instituten. Slechts het gerechtshof in Jena gold sinds 1878 voor alle staten behalve Schwarzburg-Sondershausen, dat tot het gebied van het gerechtshof in Naumburg behoorde. Vrijwel gemeenschappelijk was ook de door de Ernestijnse hertogdommen onderhouden Universiteit Jena, waaraan slechts Saksen-Coburg sinds 1817 niet deelnam. Het postwezen was sinds 1867 gecentraliseerd en dus geheel gemeenschappelijk (tot dat jaar behoorden alle staten tot het Thurn und Taxis-postgebied, behalve Saksen-Altenburg, dat tot het Saksische behoorde).

### In de Weimarrepubliek
Met de Novemberrevolutie en de val van de Duitse monarchie kwam er in de jaren 1918/1920 een einde aan het relict van Kleinstaaterei dat Thüringen was. De vorsten traden af en hun staten werden tot vrij- of volksstaten verklaard. De twee Reussen verenigden zich in 1918 tot de Volksstaat Reuss, terwijl Saksen-Coburg en Gotha zich opsplitste in de Vrijstaat Coburg en de Vrijstaat Gotha.
De staten begonnen in 1918 onderhandelingen over een mogelijke vereniging, zo mogelijk inclusief de Pruisische enclaves. Daar Pruisen geen gebied wilde afstaan, nam men genoegen met de zogenaamde Klein-Thüringse oplossing. In de meer Frankische staten Saksen-Meiningen en Coburg had men bedenkingen tegen deze vereniging, die slechts in het geval van de eerstgenoemde staat konden worden weggenomen. Coburg sloot zich na een referendum op 1 juli 1920 bij Beieren aan.
Met het Gemeinschaftsvertrag van 4 januari 1920 en de rijkswet van 30 april van dat jaar werden de resterende staten Saksen-Weimar-Eisenach, Saksen-Altenburg, Saksen-Meiningen, Gotha, Reuss, Schwarzburg-Rudolstadt en Schwarzburg-Sondershausen verenigd tot de vrijstaat Thüringen binnen de Weimarrepubliek, die was opgericht in de Saksen-Weimar-Eisenachse hoofdstad Weimar. De landskerken van deze staten hadden zich reeds drie maanden eerder verenigd tot de Thüringer Evangelische Kirche.